# برايان سميث (لاعب دوري الرغبي)
برايان سميث (بالإنجليزية: Brian Smith)‏ (و. 1966  م) هو لاعب دوري الرغبي، ولاعب اتحاد الرغبي، من أستراليا، يلعب كرامي متوسط ‏.

## التعليم
تعلم في ثانوية بريزبان الرسمية ‏.

## روابط خارجية
- برايان سميث عل موقع إسبنسكروم (الإنجليزية)
- برايان سميث على موقع ItsRugby.co.uk (الإنجليزية)